# はんにゃのオールナイトニッポン
『はんにゃのオールナイトニッポン』は、ニッポン放送など全国36局で放送されていた深夜のラジオ番組である。ラジオパーソナリティは、はんにゃ。

## 概要
はんにゃ、ロッチ、フルーツポンチ、平成立川ボーイズがそれぞれオールナイトニッポンRでの放送3回とオールナイトニッポンの特別番組の合計4回の放送を経たリスナー投票により、はんにゃがその枠を獲得した。
人気絶頂のはんにゃだったが、番組開始1ヶ月後の2010年5月25日放送分（第7回）より「はんにゃのオールナイト10番勝負」と題してゲストを毎回のように呼び始めたり、2010年7月6日放送分（第12回）にリニューアルと称し従前あったコーナーを全てこの回で終了させるなど、オールナイトニッポンの歴史のなかでも異例の展開を見せた。ゲストを呼ばずに放送した回は僅か数回しかなく、特にリニューアル以降は平成立川ボーイズが事実上の準レギュラーのような扱いのラジオになっていた。この結果、争奪戦までして鳴り物入りで始まったにもかかわらず1年間で打ち切られるなど、毎回ゲストを呼ばないと2時間持たないはんにゃのトーク力及びラジオへの対応力に疑問符がつけられる形となった。
2011年3月29日の放送をもって終了。全49回。2011年4月5日からは火曜1部で「miwaのオールナイトニッポン」がスタートした。

## 番組開始までの経緯
1. 2008年7月25日、2009年10月3日、2010年3月6日、3月20日、3月27日 - オリエンタルラジオのオールナイトニッポンRで当時開始前でありながら度々話題に上った。
2. 2009年9月28日 - オールナイトニッポン「お笑いチャレンジWEEK」の一環としてザ!!トラベラーズがオールナイトニッポン各曜日ジャックを行った際、はんにゃの2人が城田優のオールナイトニッポンにゲスト出演したが、ここで金田がオードリーのオールナイトニッポンに対抗し、オールナイトニッポンでラジオのパーソナリティをしたいと熱望したため、立場を逆転させ城田優をゲストにパイロット版放送[1]。
3. 2009年12月2日 - はんにゃのオールナイトニッポンモバイル、モバイル1242[5]とレコチョクとケータイよしもと[6]で配信開始。
4. 2009年12月14日 - 城田優のオールナイトニッポンの『2時の伝言板』で、前述のオールナイトニッポンモバイル告知ついでに[7]はんにゃがゲストに再訪し、パイロット版の続編を放送（はんにゃのミニオールナイトニッポン）。
5. 2010年1月30日、2月27日、3月27日 - オールナイトニッポンモバイルで好評だった芸人パーソナリティ（ロッチ、フルーツポンチ、平成立川ボーイズ、はんにゃ）によるオールナイトニッポンパーソナリティ争奪戦に参戦し、はんにゃのオールナイトニッポンRを毎月最終週土曜日（1月は最終週土曜日、2月と3月は第4週）に1クール（3ヶ月）担当。オールナイトニッポンR放送一部分はオールナイトニッポンR放送翌々週水曜日、オールナイトニッポンモバイルでも配信された。
6. 2010年4月6日 - ロッチ、フルーツポンチ、平成立川ボーイズ、はんにゃが全員出演し、特別番組「オールナイトニッポン パーソナリティ争奪戦最終決戦スペシャル」を生放送。当初はこの回で新パーソナリティが発表される手はずになっていたが、結局エンディングで「次週に持ち越し」ということになった。
7. 2010年4月13日 - レギュラー放送開始。一般リスナーには2010年4月13日の放送当日のタイトルコールまで争奪戦の結果が分からないという、徹底したシークレットを敢行、ラテ欄にも「？のオールナイトニッポン」と掲載されていた。
  - この日の番組後半、翌週の放送がいきなりスペシャルウィークに当たるのを知った2人は「せっかく枠を獲得したのに、これはヤバい」と危機感に襲われた。特に裏番組の中で「爆笑問題カーボーイ」を脅威に感じた金田は「（爆笑問題に）挨拶に行って来る」と、生放送の最中にもかかわらずタクシーに単身飛び乗り、赤坂サカスに向かっていった。当地に到着した金田は、爆笑問題の2人への接触を試みたが、入口で複数の警備員に囲まれ阻まれてしまう（金田談）。身動きが取れなくなったところへ、ニッポン放送にひとり残された川島のもとに「爆笑問題の番組は録音放送のはず」というリスナーからの指摘のメールが入る。即ち爆笑問題が当地に不在なのを知った金田は、その場を退却するに至った。以上の動きは金田が携帯電話を通じて中継したが、放送時間内に金田はニッポン放送に戻れなかった。因みに番組では、金田が赤坂サカスに向かった後には爆チュー問題の「でたらめな歌」を流し、さらにこの日の締めには「―カーボーイ」のエンディングテーマでもあるサザンオールスターズの「素敵な夢を叶えましょう」をかけるという念の入れようだった。
  - 一方、その翌週（2010年4月20日）の「―カーボーイ」では、オープニングトークのなかで太田光が「金田っ!来るなら今日だぞ!」「来るなら生放送の時に来いよ!」「…収録（番組）だって知ってただろ!? (小声で)」と、この一件について触れた。前週の顛末を爆笑問題は後になって知らされた様子だったが、「今勢いに乗っているコンビが注目してくれるのは嬉しいこと」（田中裕二）と肯定的な反応を示した。以降も1ヶ月余にわたり、特に太田は「コラボしよう」「はんにゃ、待ってるぞ!」「はんにゃ（の件）はどうなった!?」などと、はんにゃとの交流に積極的な姿勢を見せていた。しかしながら当のはんにゃ側は、「―カーボーイ」生放送の機会が3回もあったにもかかわらず、金田がTBS闖入の件を武勇伝のように時折口にする以外は、全くリアクションをすることはなかった[8]。

### オールナイトニッポン芸人パーソナリティ争奪戦の経緯
- 10番勝負については#ゲストを参照
- しかし、2010年6月22日放送分（第11回）でゲストのオリエンタルラジオと対戦した際、エンディングでその日のエンディングテーマ『世直しjorney』に引っ掛けて、オリラジの番組枠略奪による番組打ち切りを藤森慎吾に示唆された。
- なお、上記のオリエンタルラジオとの対戦における“敗北”をふまえてか、2010年7月6日放送分（第12回）において番組のリニューアルを断行。新コーナーの発足とともに、これまであったコーナーを全てこの回で終了させた。

## コーナー
リスナー!どうでもいい意識調査
この番組のリスナーがどんなことを考えているか、或いはどんな人が聴いているかを探るべく、生放送中にアンケートを行う。テーマは番組冒頭で発表され、その結果発表はエンディングで行われる。2010年7月6日放送分より。
金田哲!マジメ人間!脱出計画〜!!!
「真面目過ぎて面白みがない」との評判がある（らしい）、金田のプライベートを充実させる企画をリスナーから募集する。2010年7月6日放送分より。
ニセ上彰のなんでも30秒解説
川島が“何でも知っている”ニセ上彰（池上彰の物真似）に扮し、お題に沿ったわかりやすい解説を30秒間でしてもらう。お題はリスナーから募集。後述の「10番勝負頂上決戦!!」にて行った『池上彰対決』を発展させたもの。2010年7月6日放送分より。
思い出タイムカプセル
はんにゃ結成前の、互いの子供時代を語り合うコーナー。2010年7月13日放送分より。
バッ、チューボーイ
「リスナー!どうでもいい意識調査」の電話室のレポーターとして番組に登場した、サブ作家・福田は、英語を一切話せないにも拘らず、「バックストリート・ボーイズ」を「バッチューボーイ」と発音するほどの“アメリカかぶれ”。この「バッチューボーイ」をも超える“なんちゃって英語”をリスナーから募集する。2010年8月より。
めざめのドコモダケ!
目が覚める一言を投稿したリスナーに、NTTドコモからドコモダケがプレゼントされる。
ヘタレアンテナーーーーーー!
有名人のヘタレな一面を想像する。
しまうま
ZeebraがMTVジャパンを批判するラップの動画をヒントに、替え歌を募集する。
週刊平立通信
平成立川ボーイズの2人にそれぞれ電話を掛け、近況を報告してもらう。もちろん2人がゲストの日は実施しない。

### 過去のコーナー
コテーーーーーーーッ!!
リスナーが苛立っていることを送ってもらい、それを剣道有段者の金田が「コテーーーーーーーーーッ!!」の掛け声とともにぶった切る。2010年7月6日放送分まで。
ウチらの時代
「ボクらの時代」と同様に「ウチらの時代」から始まって、ある共通項を持った三人のゲスト・その共通項・どんなトークが繰り広げられ、どんな面白そうなトーク番組になったのかを教えてもらう。2010年7月6日放送分まで。
新!キャラ島彰良
もはや「じゃない方」とも呼べなくなっている存在感の、川島の新しいキャラを提案してもらう。金田曰く「もし可能な物があれば、実践する」。2010年7月6日放送分まで。
お姉様の吐息
「オールナイトニッポンR」時代から引き継いだ企画。はんにゃの二人よりも年上な「お姉様」のリスナーに逆電、金田か川島のどちらか一方を指名し、くじで選ばれたエロティックなセリフを情感たっぷりに囁いてもらう。レギュラー放送では1回のみ。
あきこさん!
はんにゃ専属のスタイリストでウザカワなあきこさんが言いそうなことを想像して送ってもらう。2010年5月18日放送分まで。
金田ブログ!!
ブログを書いていない金田さんのために、はがき職人に「ブログ記事」を書いてもらう。2010年7月6日放送分まで。
ご意見ご感想ご苦情お待ちしております
その日の番組への改善点・感想などを送ってもらう。不定期に放送。
バイオハゾォー
映画「バイオハザード」のキャッチコピーのパロディを考える。2010年9月21日放送分まで。

### オールナイトニッポンR時のコーナー
アバレウシヨ〜!!!
「ナインティナインのオールナイトニッポン」2006年6月8日放送分でのゲストなかやまきんに君が『セックスの最中に、白人女性が「私はー、シカゴのー、暴れ牛よー!!」と叫んだのが忘れられない』と語った逸話を参考にして、エッチの最中にテンションが最高潮に達した外国人女性が叫びそうな一言を、金田に叫んでもらう。2010年4月6日放送の「争奪戦最終決戦」特番や、第11回（2010年6月22日 10番勝負・対オリエンタルラジオ戦＝コーナー対決）でも放送された。
お・か・し!なルール
避難訓練の標語「おかし」を参考に、あいうえお作文で校則を考えてもらう。
ようこそ!芸能人の店!
芸能人が店を開きそうな店名を教えてもらう。芸能人を当てはめた駄洒落が多かった。
有名人リスナー獲得大作戦
パーソナリティ争奪戦を有利に進めるため、はんにゃが有名人リスナーを教えてもらうコーナー。
2010年2月27日放送分でGO!皆川や関根まさし（及びブレーメンのスター関根）と生電話、2010年3月27日放送では大西ライオンが生電話出演した。
また、はんにゃの二人は、2010年3月6日にフジテレビのタレントクロークでショーン・ホワイトにもリスナーなのか確認をしていた。
はんにゃ川島の!最後のバラード
R時代の午前4時台後半に放送された、川島が約40点の歌声で、リスナーが忘れたい思い出を洗い流そうというハートウォーミングコーナー。尾崎豊「OH MY LITTLE GIRL」やT-BOLAN「離したくはない」を川島が歌った。

## ゲスト
| 日時           | ゲスト                                     | 備考 |
| -------------- | ------------------------------------------ | --- |
| 2010年4月14日  | 平成立川ボーイズ                           | 番組開始数分後にサプライズゲストとして登場。今回枠を争った中で唯一その後会えておらず、「ダメだとも決まったとも言われてなかった」ため、念のためにスタンバイしていてからの登場。その後は純粋に祝福をして登場から5分程度で帰った。                                                          |
| 2010年5月18日  | YUKA（moumoon）                            | 5月4日放送分で川島がmoumoonを『ムーンムーン』と読み間違ったため、お詫びとしてゲストに呼ぶ。 |
| 2010年5月25日  | 平成立川ボーイズ                           | はんにゃのオールナイト10番勝負一組目のゲストとして2回目の登場となる。立川こしらが、ニッポン放送の番組でレポーターをやっている立川志ららを通して角銅ディレクターにアピールし、出演が実現した。                                                                                            |
| 2010年6月1日   | ジャルジャル                               | はんにゃのオールナイト10番勝負二組目のゲスト。対決の他に、お互いをよく知るという事で、金田・後藤、川島・福徳でシャッフルトークをした。 |
| 2010年6月8日   | モーニング娘。 田中れいな リンリン         | はんにゃのオールナイト10番勝負三組目のゲスト。鼻歌当てクイズを行った。 |
| 2010年6月15日  | 千紗（GIRL NEXT DOOR）                     | はんにゃのオールナイト10番勝負四組目のゲスト。川島とのしりとり対決、金田とのダンス対決を行った。 |
| 2010年6月22日  | オリエンタルラジオ                         | 10番勝負頂上決戦!!と称し、番組枠争奪戦以来のリスナー投票が設けられた。お互いのコーナー対決の他、金田・藤森での『ディスり対決』、中田敦彦と川島で『（ニュース解説）池上彰対決』、金田・中田、藤森・川島でシャッフルトークをした。                                                         |
| 2010年7月13日  | トータルテンボス                           | はんにゃのオールナイト10番勝負五組目のゲスト。 |
| 2010年7月27日  | 平成立川ボーイズ                           | はんにゃのオールナイト10番勝負六組目のゲスト（10番勝負で唯一の再戦）。金田が立川志ららを相手として5kmのマラソン対決をし惨敗するも、他の勝負で逆転し、はんにゃが10番勝負における最初で最後の勝利をあげる。                                                                                |
| 2010年8月3日   | 大島麻衣（元AKB48）                        | はんにゃのオールナイト10番勝負七組目のゲスト。曜日こそ違え、文化放送での裏番組「リッスン? 〜Live 4 Life〜」のパーソナリティを担当していることから、「裏番組からの刺客」という位置付け。                                                                                                  |
| 2010年8月10日  | 崎本大海                                   | はんにゃのオールナイト10番勝負八組目のゲスト。 |
| 2010年8月17日  | 近藤夏子                                   | はんにゃのオールナイト10番勝負九組目のゲスト。 |
| 2010年8月24日  | ロッチ                                     | はんにゃのオールナイト10番勝負最後のゲスト。「これが正真正銘最終決戦スペシャル」と題して行われたが敗退。最終成績は、はんにゃの1勝9敗。しかし番組終了間際にスタッフから、「勝ち越すまで10番勝負の『延長戦』を行ってください」との指示がなされ、10番勝負が実質的に継続されることとなった。 |
| 2010年8月31日  | WEAVER                                     | 「10番勝負」の後の「協力企画」としてのゲスト。 |
| 2010年9月7日   | SPEED                                      | |
| 2010年9月14日  | 近藤良平（コンドルズ）                     | |
| 2010年9月21日  | MAX                                        | |
| 2010年9月28日  | 平成立川ボーイズ                           | |
| 2010年10月5日  | 平成立川ボーイズ                           | |
| 2010年10月12日 | 平成立川ボーイズ                           | |
| 2010年10月19日 | モーニング娘。 高橋愛 道重さゆみ           | 川島と道重のナルシスト対決を行い、道重の勝利。 |
| 2010年10月26日 | CHEMISTRY                                  | |
| 2010年11月2日  | Marin&Riena                                | |
| 2010年11月9日  | 平成立川ボーイズ                           | |
| 2010年11月16日 | YUKA (moumoon)                             | |
| 2010年11月23日 | 谷村奈南                                   | |
| 2010年11月30日 | AZU                                        | |
| 2010年12月7日  | GARNET CROW 中村由利 岡本仁志              | |
| 2010年12月14日 | 長渕剛                                     | 「人生相談スペシャル」を行った。 |
| 2010年12月21日 | SEAMO                                      | |
| 2010年12月28日 | 平成立川ボーイズ                           | 2010年を振り返った。 |
| 2011年1月4日   | 平成立川ボーイズ                           | |
| 2011年1月11日  | 平成立川ボーイズ                           | |
| 2011年1月18日  | 後藤真希                                   | |
| 2011年1月25日  | 真野恵里菜                                 | ニセ上彰のコーナーで、真野扮する「マノ上」が登場。 |
| 2011年2月1日   | しずる                                     | 東京NSCの1期違い。しずるが僅差勝利。 |
| 2011年2月8日   | jealkb haderu dunch                        | haderu主導で川島とdunchの携帯番号を放送中に晒された。 |
| 2011年2月15日  | HALCALI                                    | |
| 2011年3月1日   | Every Little Thing                         | |
| 2011年3月8日   | アイドリング!!! 遠藤舞 外岡えりか 菊地亜美 | ニセ上彰のコーナーで、遠藤扮する「まいガミ」、外岡扮する「とのがみ」、菊地扮する「きくがみ」が登場。放送中に変顔を披露した。 |
| 2011年3月22日  | 平成立川ボーイズ                           | 「番組終了のお知らせ」を発表する役割を担当。その後通常通りエンディングまで出演。 |
| 2011年3月29日  | 平成立川ボーイズ                           | 「打ち上げ用の食べ物を買い出しに行っていた」と言いながら「週刊平立通信」のゾーンでサプライズ出演。 |

## スタッフ
角銅ディレクターとサブ作家・福田卓也以外は『オリエンタルラジオのオールナイトニッポンR』#スタッフとほぼ一緒であった。ゲストをほぼ毎回呼ぶというスタイルは『オリラジANNR』の初期でも行っていた。

### ディレクター
角銅秀人（かくどう ひでと） （2010年4月6日〜）
はんにゃには「角銅D」と呼ばれている。
またファッションセンスもあり、「Impossible is nothing」「Be careful」等のバックプリントTシャツを着てブース内を素足で歩き回ると『ナインティナインのオールナイトニッポン』ではいじられていた。

### 放送作家
細田哲也（ペンネーム：顔面凶器、『ナインティナインのオールナイトニッポン』元ハガキ職人）
『ナインティナインのオールナイトニッポン』のハガキ職人から番組の放送作家になった。「顔面凶器」は『ナイナイANN』のハガキ職人時代のペンネーム。番組内でたびたび「顔面さん」と呼ばれている。筆談ではんにゃの二人とアドバイスやヘルプを出す等のコミュニケーションを取っている。

## ピンチヒッター
- 2010年6月29日 - 大宮エリー[17]
- 2011年2月22日 - aiko

## 関連番組
- ポルノグラフィティ岡野昭仁のオールナイトニッポン（前番組）
- ナインティナインのオールナイトニッポン（木曜日に放送されている。金田がヘビーリスナーであることを公称している）
- 城田優のオールナイトニッポン（月曜日に放送されている。パイロット版をフロート番組として放送）
- オールナイトニッポンモバイル
- オールナイトニッポンR スペシャルナイト